# Синицкая, Юлия Сергеевна
Юлия Сергеевна Синицкая (род. 28 июля 1996, Северодвинск, Архангельская область) — российская волейболистка, центральная блокирующая. 

## Биография
Начала заниматься волейболом в 2010 году в спортивной секции ФОК «Севмаш» города Северодвинска у тренеров А. М. Михреньгина и Е. А. Дзюбы. В 2014 приглашена в череповецкую «Северянку», за которую выступала на протяжении 5 сезонов. В 2019 заключила контракт с нижегородской «Спартой», в составе которой в 2020 дебютировала в суперлиге чемпионата России. С 2023 играла за красноярский «Енисей», а в 2025 перешла в «Тулицу». 
В 2014 в составе молодёжной сборной России принимала участие в отборочном турнире чемпионата Европы.

### Клубная карьера
- 2014—2019 —  «Северянка» (Череповец) — высшая лига «А».
- 2019—2023 —  «Спарта» (Нижний Новгород) — высшая лига «А», суперлига;
- 2023—2025 —  «Енисей» (Красноярск) — суперлига;
- с 2025 —  «Тулица» (Тула) — суперлига.

## Достижения
- 3-кратный победитель (2015, 2017, 2018), двукратный серебряный (2016, 2019) и бронзовый (2020) призёр чемпионатов России среди команд высшей лиги «А».